# Soljani
Soljani is een plaats in in de Kroatische provincie Vukovar-Srijem (Kroatisch: Vukovarsko-srijemska županija). De plaats ligt 28 kilometer zuidoosten van Županja.
In 2011 bedroeg het inwonertal 1241.